# Patricia Maria Țig
Patricia Maria Țig (Karánsebes, 1994. július 27. –) román hivatásos teniszezőnő.
Pályafutása során egyéniben 1 WTA- és 1 WTA 125K-, valamint 21 egyéni és 8 páros ITF-tornagyőzelmet szerzett.
2015 júliusában játszott először WTA-torna főtábláján szabad kártyával, a BRD Bucharest Openen Bukarestben. Első egyéni WTA-döntőjébe 2015 augusztusában került a Baku Cupon, 2020 szeptemberében szerezte első WTA-tornagyőzelmét az Istanbul Cupon. Párosban két WTA-döntőben játszott.
Grand Slam-torna főtábláján először 2016-ban Wimbledonban játszott. A Grand Slam-tornákon a legjobb eredménye a egyéniben és párosban is a 2020-as Roland Garroson elért 3. kör.
Legmagasabb világranglista helyezése egyéniben a 2020. október 26-án elért 56. helyezés, párosban 2016. november 14-én a 155. helyen állt.
Több sérülés, majd gyerekszülés miatt 2017 szeptemberében egy időre abbahagyta a versenyzést. 2019. áprilisban kezdett el ismét versenyezni. Ezt követően 2019. júliusban a BRD Bucharest Openen már a döntőig jutott.

## WTA döntői

### Egyéni

#### Győzelmei (1)
| Összesítés           |                        |
| Grand Slam-torna (0) |                        |
| Tier I (0)           | Premier Mandatory* (0) |
| Tier II (0)          | Premier Five* (0)      |
| Tier III (0)         | Premier* (0)           |
| Tier IV (0)          | International* (1)     |
| Tier V (0)           | Challenger* (0)        |

* 2009-től megváltozott a tornák rendszere.
 Az egymás mellett azonos színnel jelölt tornatípusok között nincs teljes mértékű megfelelés.
| No. | Dátum                | Torna                   | Borítás | Ellenfél         | Eredmény         | Megj. |
| --- | -------------------- | ----------------------- | ------- | ---------------- | ---------------- | ----- |
| 1.  | 2020. szeptember 13. | Istanbul Cup, Isztambul | Salak   | Eugenie Bouchard | 2–6, 6–1, 7–6(4) |       |

#### Elveszített döntői (2)
| No. | Dátum              | Torna                        | Borítás | Ellenfél             | Eredmény      | Megj. |
| --- | ------------------ | ---------------------------- | ------- | -------------------- | ------------- | ----- |
| 1.  | 2015. augusztus 2. | Baku Cup, Baku               | Kemény  | Margarita Gaszparjan | 3–6, 7–5, 0–6 |       |
| 2.  | 2019. július 21.   | BRD Bucharest Open, Bukarest | Salak   | Jelena Ribakina      | 2–6, 0–6      |       |

### Páros

#### Elveszített döntői (2)
| Összesítés           |                        |
| Grand Slam-torna (0) |                        |
| Tier I (0)           | Premier Mandatory* (0) |
| Tier II (0)          | Premier Five* (0)      |
| Tier III (0)         | Premier* (0)           |
| Tier IV (0)          | International* (0)     |
| Tier V (0)           | Challenger* (0)        |

* 2009-től megváltozott a tornák rendszere.
 Az egymás mellett azonos színnel jelölt tornatípusok között nincs teljes mértékű megfelelés.
| No. | Dátum             | Torna                           | Borítás    | Partner          | Ellenfél                         | Eredmény         | Megj. |
| --- | ----------------- | ------------------------------- | ---------- | ---------------- | -------------------------------- | ---------------- | ----- |
| 1.  | 2015. július 18.  | BRD Bucharest Open, Bukarest    | Salak      | Andreea Mitu     | Okszana Kalasnikova Demi Schuurs | 2–6, 2–6         |       |
| 2.  | 2016. október 21. | BGL Luxembourg Open, Luxembourg | Kemény (f) | Monica Niculescu | Kiki Bertens Johanna Larsson     | 6–4, 5–7, [9–11] |       |

## WTA 125K döntői

### Egyéni

#### Győzelmei (1)
| No. | Dátum              | Torna                                   | Borítás | Ellenfél            | Eredmény      |
| --- | ------------------ | --------------------------------------- | ------- | ------------------- | ------------- |
| 1.  | 2019. augusztus 4. | Liqui Moly Open, Karlsruhe, Németország | Salak   | Alison Van Uytvanck | 3–6, 6–1, 6–2 |

### Páros

#### Elveszített döntői (1)
| No. | Dátum             | Torna                                  | Borítás | Partner          | Ellenfél                     | Eredmény |
| --- | ----------------- | -------------------------------------- | ------- | ---------------- | ---------------------------- | -------- |
| 1.  | 2025. április 20. | Oeiras Ladies Open, Oeiras, Portugália | Salak   | Anastasia Dețiuc | Fracisca Jorge Matilde Jorge | 1–6, 2–6 |

## ITF-döntői 54 (29–25)

### Egyéni: 34 (21–13)
| Díjazás              |
| -------------------- |
| $100,000 torna       |
| $75,000 torna        |
| $50,000 torna        |
| $25,000/35,000 torna |
| $15,000 torna        |
| $10,000 torna        |

| Eredmény | Ssz. | Dátum                | Torna                      | Borítás    | Ellenfél              | Eredmény             |
| -------- | ---- | -------------------- | -------------------------- | ---------- | --------------------- | -------------------- |
| Döntős   | 1.   | 2011. december 5.    | Antalya, Törökország       | Salak      | Viktorija Kutuzova    | 6–3, 1–6, 1–6        |
| Győztes  | 1.   | 2012. július 1.      | Balș, Románia              | Salak      | Alexandra Damaschin   | 6–4, 7–5             |
| Győztes  | 2.   | 2012. július 15.     | Iași, Románia              | Salak      | Raluca Elena Platon   | 6–2, 3–6, 6–4        |
| Döntős   | 2.   | 2012. szeptember 2.  | Mamaia, Románia            | Salak      | Sharon Fichman        | 3–6, 7–6(5), 3–6     |
| Győztes  | 3.   | 2013. november 3.    | Antalya, Törökország       | Salak      | Raluca Elena Platon   | 6–2, 4–2 ret.        |
| Győztes  | 4.   | 2013. november 10.   | Antalya, Törökország       | Salak      | Martina Kubicikova    | 6–7(5), 6–2, 6–2     |
| Győztes  | 5.   | 2013. december 16.   | Antalya, Törökország       | Salak      | Conny Perrin          | 6–2, 7–5             |
| Győztes  | 6.   | 2014. február 3.     | Antalya, Törökország       | Salak      | Aljona Szotnikova     | 5–7, 6–1, 6–3        |
| Győztes  | 7.   | 2014. február 10.    | Antalya, Törökország       | Salak      | Sofia Kvatsabaia      | 6–3, 6–2             |
| Győztes  | 8.   | 2014. május 25.      | Bol, Horvátország          | Salak      | Tena Lukas            | 6–2, 7–5             |
| Győztes  | 9.   | 2014. június 1.      | Nagyszeben, Románia        | Salak      | Nicoleta Dascălu      | 6–2, 6–4             |
| Győztes  | 10.  | 2014. július 14.     | Galați, Románia            | Salak      | Irina Maria Bara      | 7–6(3), 3–6, 6–2     |
| Győztes  | 11.  | 2014. szeptember 7.  | Galați, Románia            | Salak      | Jelizaveta Jancsuk    | 6–3, 6–3             |
| Győztes  | 12.  | 2014. december 1.    | Mérida, Mexikó             | Kemény     | Beatriz Haddad Maia   | 3–6, 6–3, 6–1        |
| Döntős   | 3.   | 2015. február 23.    | Szentpétervár, Oroszország | Kemény (f) | Jeļena Ostapenko      | 6–3, 5–7, 2–6        |
| Döntős   | 4.   | 2016. november 20.   | Sencsen, Kína              | Kemény     | Peng Suaj             | 6–3, 5–7, 4–6        |
| Döntős   | 5.   | 2019. május 19.      | Cancún, Mexikó             | Kemény     | Marcela Zacarias      | 3–6, 3–6             |
| Döntős   | 6.   | 2019. június 2.      | Cancún, Mexikó             | Kemény     | Thaisa Grana Pedretti | 4–6, 4–6             |
| Győztes  | 13.  | 2019. június 9.      | Cancún, Mexikó             | Kemény     | Fernanda Contreras    | 6–0, 6–0             |
| Győztes  | 14.  | 2019. június 16.     | Cancún, Mexikó             | Kemény     | Melany Krywoj         | 6–2, 4–6, 6–3        |
| Döntős   | 7.   | 2019. október 20.    | Sevilla, Spanyolország     | Salak      | Arantxa Rus           | 4–6, 4–6             |
| Döntős   | 8.   | 2020. január 12.     | Bendigo, Ausztrália        | Kemény     | Magdalena Fręch       | játék nélkül         |
| Döntős   | 9.   | 2020. február 9.     | Nonthaburi, Thaiföld       | Kemény     | Irina Fetecău         | 3–6, 0–0 feladta     |
| Győztes  | 15.  | 2022. szeptember 18. | Várna, Bulgária            | Salak      | Lucija Ćirić Bagarić  | 6–1, 6–0             |
| Döntős   | 10.  | 2022. október 30.    | Antalya, Törökország       | Salak      | Anca Alexia Todoni    | 2–6, 6–7(4)          |
| Győztes  | 16.  | 2024. június 9.      | Foksány, Románia           | Salak      | Bianca Barbulescu     | 6–4, 6–4             |
| Döntős   | 11.  | 2024. június 23.     | Bukarest, Románia          | Salak      | Georgia Crăciun       | 1–6, feladta         |
| Győztes  | 17.  | 2024. július 8.      | Galați, Románia            | Salak      | Elena Ruxandra Bertea | 6–4, 6–2             |
| Döntős   | 12.  | 2024. július 14.     | Bodzavásár, Románia        | Salak      | Kaitlin Quevedo       | 6–3, 6–7(7) , 6–7(6) |
| Győztes  | 18.  | 2024. július 28.     | Szatmárnémeti, Románia     | Salak      | Oana Georgeta Simion  | 6–1, 7–5             |
| Győztes  | 19.  | 2024. augusztus 3.   | Brassó, Románia            | Salak      | Georgia Crăciun       | 6–2, 6–2             |
| Győztes  | 20.  | 2024. augusztus 18.  | Beszterce, Románia         | Salak      | Oleksandra Oliynykova | 6–1, 6–1             |
| Győztes  | 21.  | 2024. november 3.    | Isztambul, Törökország     | Kemény (f) | Ayla Aksu             | 6–3, 7–6(4)          |
| Döntős   | 13.  | 2025. július 13.     | Bodzavásár, Románia        | Salak      | Dészpina Papamihaíl   | 4–6, 0–1 feladta     |

### Páros: 20 (8–12)
| Díjazás              |
| -------------------- |
| $100,000 torna       |
| $75,000 torna        |
| $50,000 torna        |
| $25,000/35,000 torna |
| $15,000 torna        |
| $10,000 torna        |

| Eredmény | Ssz. | Dátum                | Torna                   | Borítás | Partner                | Ellenfelek                              | Eredmény         |
| -------- | ---- | -------------------- | ----------------------- | ------- | ---------------------- | --------------------------------------- | ---------------- |
| Döntős   | 1.   | 2012. január 14.     | Antalya, Törökország    | Salak   | Patricia Chirea        | Anasztaszija Frolova Jevgenyija Paskova | 4–6, 6–7(2)      |
| Döntős   | 2.   | 2012. június 3.      | Arad, Románia           | Salak   | Alexandra Damaschin    | Viktora Malova Lina Gjorcheska          | játék nélkül     |
| Győztes  | 1.   | 2012. július 15.     | Jászvásár, Románia      | Salak   | Alexandra Damaschin    | Martina Kubicikova Tereza Malikova      | 6–3, 3–6, [11–9] |
| Döntős   | 3.   | 2013. február 11.    | Sarm es-Sejk, Egyiptom  | Kemény  | Elena-Teodora Cadar    | Alice Savoretti Dészpina Papamihaíl     | 3–6, 4–6         |
| Döntős   | 4.   | 2013. augusztus 19.  | Bukarest, Románia       | Salak   | Raluca Elena Platon    | Ioana Loredana Roșca Irina Maria Bara   | 4–6, 4–6         |
| Döntős   | 5.   | 2013. december 16.   | Antalya, Törökország    | Salak   | Gabriela Talabă        | Irina Maria Bara Conny Perrin           | 3–6, 1–6         |
| Döntős   | 6.   | 2014. február 10.    | Antalya, Törökország    | Kemény  | Gabriela Talabă        | Li Ji-hong Csu Lin                      | 2–6, feladták    |
| Győztes  | 2.   | 2014. május 11.      | Bol, Horvátország       | Salak   | Pernilla Mendesova     | Raluca Elena Platon Irina Maria Bara    | játék nélkül     |
| Győztes  | 3.   | 2014. június 16.     | Galați, Románia         | Salak   | Camelia Hristea        | Marina Kolb Nagyija Kolb                | 6–3, 6–1         |
| Döntős   | 7.   | 2014. augusztus 30.  | Mamaia, Románia         | Salak   | Georgia Crăciun        | Irina Maria Bara Andreea Mitu           | 4–6, 1–6         |
| Győztes  | 4.   | 2014. október 25.    | Ciudad Victoria, Mexikó | Kemény  | Maria Fernanda Alves   | Carolina Betancourt Lenka Wienerová     | 6–1, 6–2         |
| Döntős   | 8.   | 2014. november 17.   | Asunción, Paraguay      | Salak   | Anasztaszija Pivoarova | Guadalupe Pérez Rojas Sofía Luini       | 3–6, 3–6         |
| Győztes  | 5.   | 2022. szeptember 17. | Várna, Bulgária         | Salak   | Maria Toma             | Melis Sezer Julia Stamatova             | 6–4, 6–4         |
| Döntős   | 9.   | 2024. június 9.      | Foksány, Románia        | Salak   | Victoria Bosio         | Katerina Mandelikova Briana Szabó       | 6–7(3), 0–6      |
| Döntős   | 10.  | 2024. június 23.     | Bukarest, Románia       | Salak   | Diana Maria Mihail     | Iva Ivanova Mia Slama                   | 6–4, 2–6, [4–10] |
| Döntős   | 11.  | 2024. július 14.     | Bodzavásár, Románia     | Salak   | Briana Szabó           | Laura Hietaranta Nina Vargová           | 3–6, 4–6         |
| Győztes  | 6.   | 2024. augusztus 18.  | Beszterce, Románia      | Salak   | Briana Szabó           | Ilinca Amariei Emily Welker             | 6–3, 6–4         |
| Döntős   | 12.  | 2024. augusztus 25.  | Kolozsvár, Románia      | Salak   | Briana Szabó           | Jenny Dürst Oana Gavrilă                | 1–6, 0–6         |
| Győztes  | 7.   | 2024. szeptember 8.  | Slobozia, Románia       | Salak   | Briana Szabó           | Irina Bara Ekaterine Gorgodze           | 6–4, 7–5         |
| Győztes  | 8.   | 2025. július 5.      | Bukarest, Románia       | Salak   | Estelle Cascino        | Riya Bhatia Sada Nahimana               | 4–6, 6–3, [10–6] |

## Eredményei Grand Slam-tornákon

### Egyéni
| Grand Slam | Australian Open | Australian Open | Roland Garros  | Roland Garros    | Wimbledon      | Wimbledon        | US Open        | US Open         |
| Év         | Eredmény        | Utolsó ellenfél | Eredmény       | Utolsó ellenfél  | Eredmény       | Utolsó ellenfél  | Eredmény       | Utolsó ellenfél |
| 2015       | Selejtező (Q1)  | Selejtező (Q1)  | Selejtező (Q2) | Selejtező (Q2)   | Selejtező (Q1) | Selejtező (Q1)   | Selejtező (Q2) | Selejtező (Q2)  |
| 2016       | Selejtező (Q1)  | Selejtező (Q1)  | Selejtező (Q1) | Selejtező (Q1)   | 1. kör         | Sara Errani      | 1. kör         | Laura Siegemund |
| 2017       | 1. kör          | Mónica Puig     | 1. kör         | A Pavljucsenkova | Selejtező (Q1) | Selejtező (Q1)   | Selejtező (Q1) | Selejtező (Q1)  |
| 2018       | –               | –               | –              | –                | –              | –                | –              | –               |
| 2019       | –               | –               | –              | –                | Selejtező (Q1) | Selejtező (Q1)   | Selejtező (Q1) | Selejtező (Q1)  |
| 2020       | Selejtező (Q1)  | Selejtező (Q1)  | 3. kör         | Fiona Ferro      | elmaradt       | elmaradt         | 2. kör         | Donna Vekić     |
| 2021       | 1. kör          | Sorana Cîrstea  | 1. kör         | Ószaka Naomi     | 1. kör         | Darja Kaszatkina | –              | –               |
| 2022       | –               | –               | –              | –                | –              | –                | –              | –               |
| 2023       | 1. kör          | Csang Suaj      | –              | –                | –              | –                | 2. kör         | Jessica Pegula  |
| 2024       | –               | –               | –              | –                | –              | –                | –              | –               |
| 2025       | –               | –               | Selejtező (Q2) | Selejtező (Q2)   | Selejtező (Q2) | Selejtező (Q2)   |                |                 |

## Év végi világranglista-helyezései
| Év     | 2011 | 2012 | 2013 | 2014 | 2015 | 2016 | 2017 | 2018 | 2019 | 2020 | 2021 | 2022  | 2023 | 2024 |
| Egyéni | 736. | 415. | 808. | 243. | 115. | 114. | 175. | –    | 111. | 56.  | 222. | 796.  | 431. | 251. |
| Páros  | –    | 531. | 780. | 373. | 216. | 155. | 494. | –    | –    | 314. | 507. | 1034. | –    | 317. |